# Saint-Molf
Saint-Molf é uma comuna francesa na região administrativa do País do Loire, no departamento de Loire-Atlantique. Estende-se por uma área de 22.82 km². Em 2010 a comuna tinha 2 741 habitantes (densidade: 120,1 hab./km²).